# 对口相声
对口相声是中国传统艺术相声的一种表现形式。對口相聲由二位演員進行演出，二位演員依據逗笑觀眾的主動性，分為「逗哏」和「捧哏」。逗哏是指主要產生笑料、逗笑觀眾的演員，捧哏指的是負責幫腔和控制節奏的演員。

## 表现形式
依據捧逗的台詞比重，對口相聲可以區分為「一頭沉」和「子母哏」。「一頭沉」類型的相聲段子中，对话通常以逗哏为主、捧哏为辅。节目中较大部分的笑料，是由逗哏的来表述的，捧哏对逗哏的表述的内容表达肯定或否定的观点，有时还给予必要的烘托；而「子母哏」類型的相聲段子中，捧逗兩人的對話長度相當，彼此互相闡述或辯論、產生笑料。

## 链接
- 单口相声
- 群口相聲
- 相声
- 漫才